# الطاهر قيقة
الطاهر قيقة: ولد ببلدة تكرونة  عام 1922 وتوفى بعاصمة تونس عام 1993) أديب تونسي.
كان والده عبد الرحمن قيقة من رجال التعليم، وقد كان أول من اهتم بسيرة بني هلال في البلاد التونسية. درس الطاهر قيقة في المدرسة الصادقيةودرس في تونس وفرنسا ثم التحق بجامعة الجزائر حيث أحرز على الجائزة في اللغة والآداب العربية وعلى الشهادة العليا في الآداب اليونانية – اللاتينية ثم التحق للتدريس بالمعاهد الثانوية قبل أن يتولى مناصب إدارية في وزارتي التربية والثقافة التونسية. وقد تولى رئاسة المركز الثقافي الدولي بالحمامات.

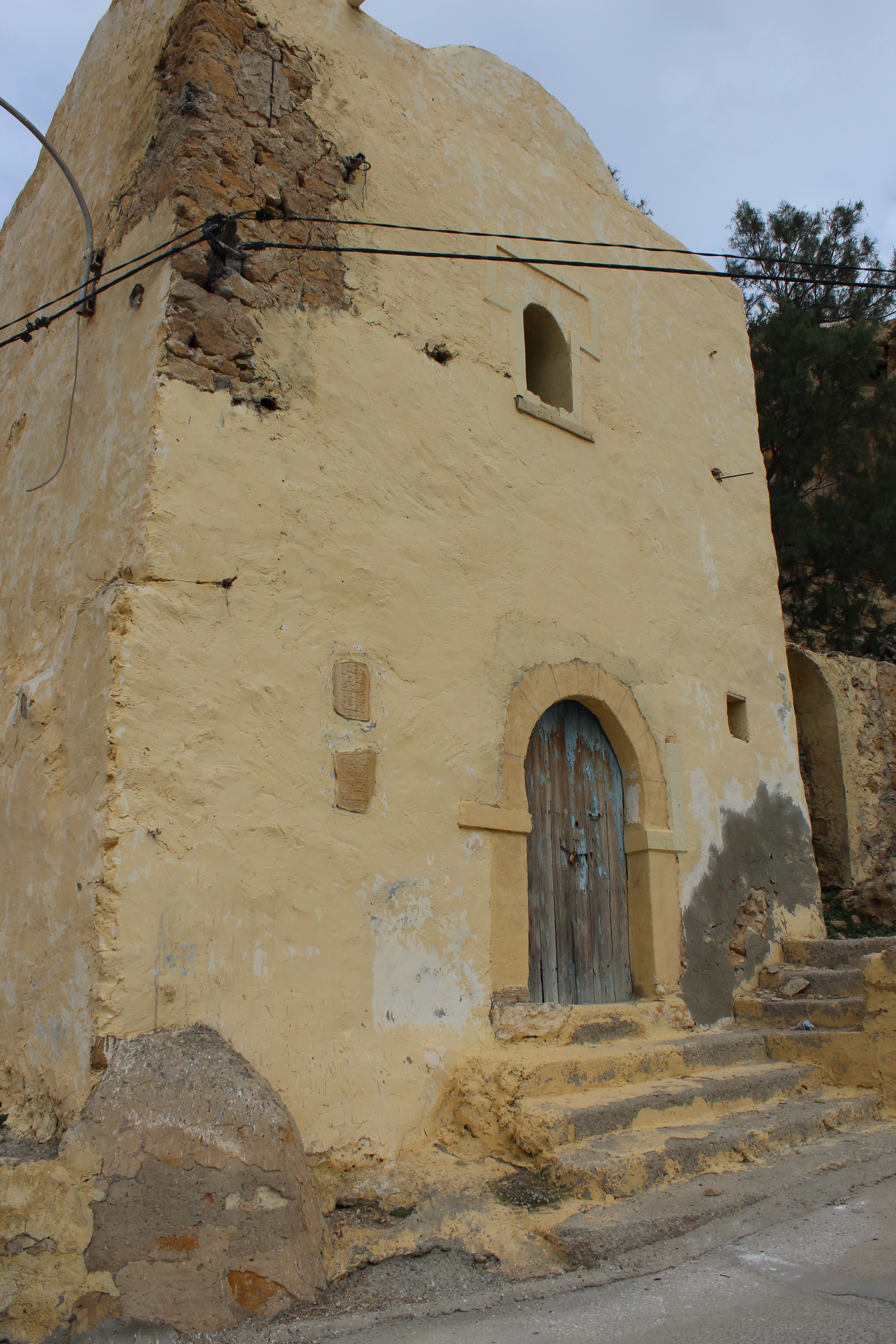
بقايا منزل الطاهر قيقة

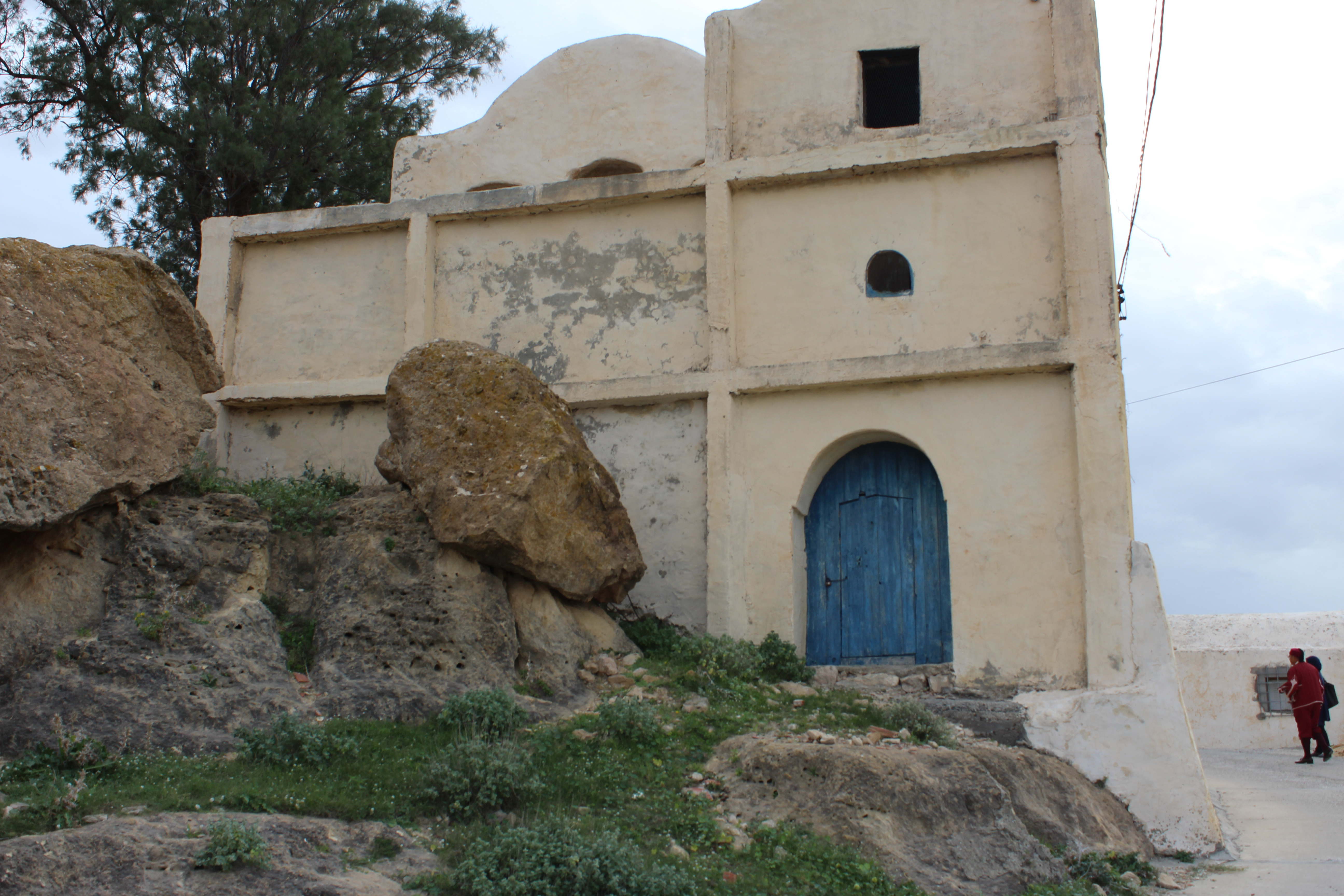
صورة لمنزل الطاهر قيقة في تكرونة

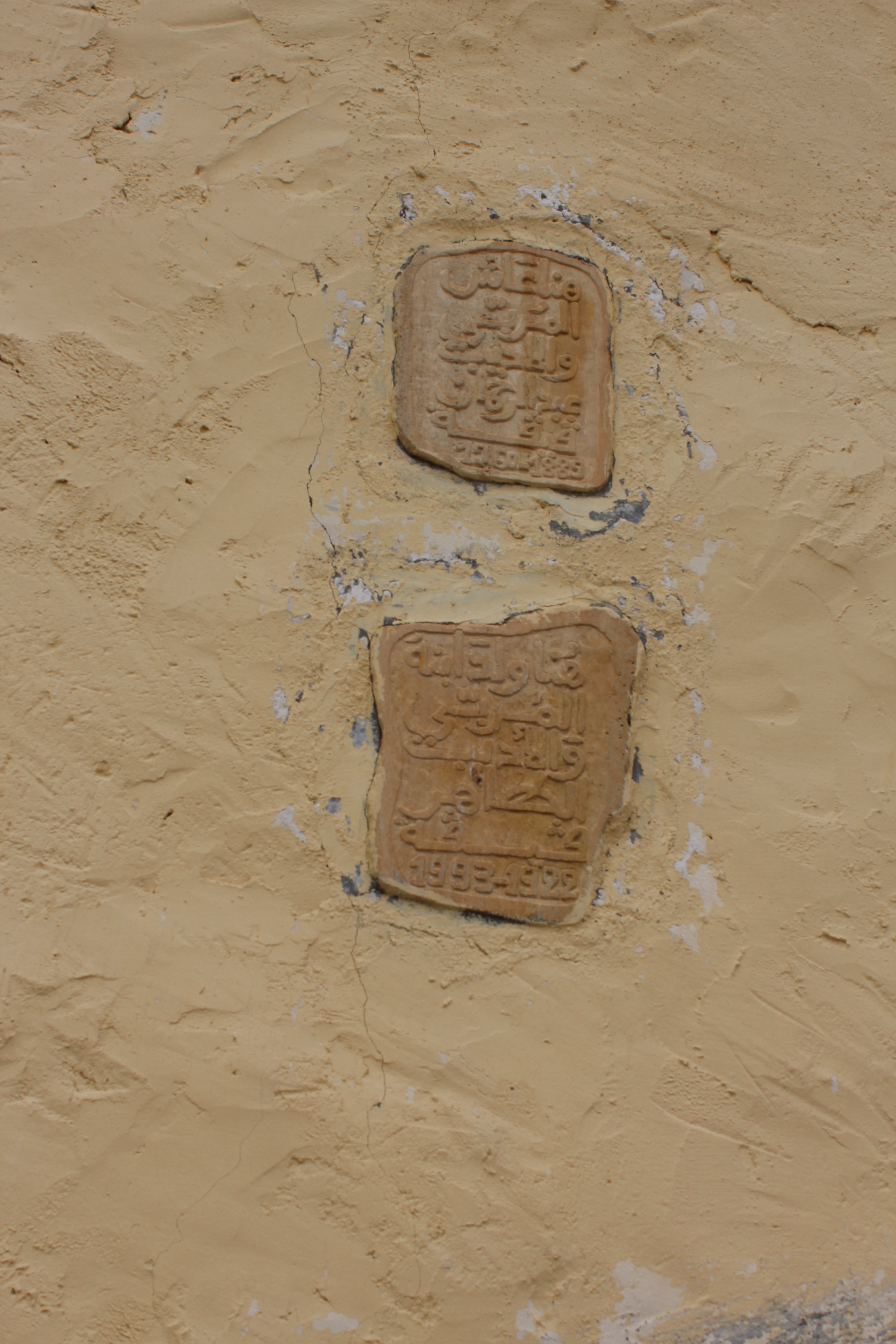
منحوتة من الرخام على حائط منزل الطاهر قيقة

## من مؤلفاته
- الصين الحديثة وهو عبارة عن كتاب رحلة قام بها إلى الصين الشعبية.
- نسور وضفادع وهو مجموعة قصصية.
- الصخرة العالية. وهي مجموعة قصصية
- تسع ليال مع كاليبسو.
- مذكرات الإسكندر الكبير.
- درغوث رايس.